# (8074) Slade
(8074) Slade est un astéroïde de la ceinture principale.

## Description
(8074) Slade est un astéroïde de la ceinture principale. Il fut découvert le 20 novembre 1984 à l'observatoire Palomar par Edward L. G. Bowell. Il présente une orbite caractérisée par un demi-grand axe de 2,79 UA, une excentricité de 0,15 et une inclinaison de 7,7° par rapport à l'écliptique.

## Compléments